# Marie Lambert
Marie-Laure Rosene Lambert (Geboren: Page) (Genève, 1935 - Onchan, 12 juni 1961) was een Zwitsers bakkeniste.
Marie trad op als bakkeniste van haar echtgenoot Claude Lambert. Tijdens hun eerste Sidecar TT, die deel uitmaakte van de Isle of Man TT van 1961, crashte het echtpaar Lambert bij Gob-ny-Geay bij de 35e mijlpaal van de Snaefell Mountain Course op het eiland Man. Marie overleed aan haar verwondingen. Marie Lambert was daardoor het eerste vrouwelijke slachtoffer van de races op het eiland Man.